# Ralph W. Brinton
Ralph W. Brinton est un directeur artistique et chef décorateur britannique (1895-1975).

## Filmographie

### Comme directeur artistique
- 1935 : The Riverside Murder (en)
- 1935 : Blue Smoke
- 1935 : The Love Test de Michael Powell
- 1935 : All at Sea d'Anthony Kimmins
- 1935 : Dark World
- 1936 : Rhythm in the Air (en)
- 1936 : Blind Man's Bluff (en)
- 1937 : The Last Adventurers (en)
- 1939 : The Mikado de Victor Schertzinger
- 1940 : The Arsenal Stadium Mystery de Thorold Dickinson
- 1940 : Meurtre à l'aube (en) (A Window in London)
- 1947 : Huit Heures de sursis (Odd Man Out) de Carol Reed
- 1947 : Uncle Silas
- 1948 : Sleeping Car to Trieste (en)
- 1949 : Ma gaie lady (Trottie True) de Brian Desmond Hurst
- 1949 : Politique... et lapins (en) (The Chiltern Hundreds)
- 1950 : I'll Get You for This
- 1950 : Your Witness (en)
- 1951 : Hôtel Sahara
- 1951 : Scrooge de Brian Desmond Hurst
- 1952 : La Femme du planteur (The Planter's Wife) de Ken Annakin
- 1953 : Le Vagabond des mers (The Master of Ballantrae) de William Keighley
- 1954 : Monsieur Ripois de René Clément
- 1956 : Moby Dick de John Huston
- 1957 : Commando sur le Yang-Tsé (The Story of H.M.S. Amethyst) de Michael Anderson
- 1958 : Gipsy (The Gypsy and the Gentleman) de Joseph Losey
- 1959 : Les Chemins de la haute ville (Room at the Top) de Jack Clayton
- 1960 : Le Cabotin (The Entertainer) de Tony Richardson
- 1961 : Un goût de miel (A Taste of Honey) de Tony Richardson

### Comme chef décorateur
- 1937 : La Baie du destin (Wings of the Morning)
- 1954 : Monsieur Ripois (Monsieur Ripois)
- 1962 : La Solitude du coureur de fond (The Loneliness of the Long Distance Runner)
- 1963 : Tom Jones: de l'alcôve à la potence (Tom Jones)